# دورایاکی
دورایاکی (به ژاپنی: どら焼き, どらやき, 銅鑼焼き, ドラ焼き Dorayaki) یکی از انواع واگاشی (شیرینی ژاپنی) است.